# انجمن دانشگاهی اروپایی
انجمن دانشگاهی اروپایی (انگلیسی: European University Association)، یک سازمان آموزش‌عالی و نظارتی است که بیش از ۸۰۰ مؤسسه آموزش عالی که در ۴۸ کشور اروپایی را تأیید و و آنها را به عنوان یک انجمن برای همکاری و تبادل اطلاعات در مورد برنامه‌های آموزش عالی و تحقیقات پشتیبانی می‌کند. دفتر مرکزی آن در بروکسل قرار دارد.